# مولالان (لریک)
مولالان (به لاتین: Molalan یا مولولون Mololon) یک منطقه مسکونی در جمهوری آذربایجان است که در شهرستان لریک واقع شده‌است. مولالان ۱۰۳۵ نفر جمعیت دارد.

## ریشه واژه
ریشه نام این روستا از زبان تالشی است. برخی بر این باورند که گیاه مولول نوعی درخت یا درختچه است که در کناره رودخانه و حاشیه آب می‌روید و پسوند اُن به‌معنی جایگاه و مکان است و مولولون یعنی مکان و جایگاه رویش گیاه مولول.